# Шевченков, Алексей Владимирович
Алексе́й Влади́мирович Шевче́нков (по паспорту Шевченко) (род. 2 ноября 1974, Черняховск) — российский актёр театра и кино. Заслуженный артист Российской Федерации (2006).

## Биография
Алексей Шевченков родился 2 ноября 1974 года в Черняховске Калининградской области. С ранних лет увлекался спортом, был приглашен в Москву, служил во второй лиге, команда «Прогресс». Однако спортивная карьера не сложилась, и он вернулся домой, 3 месяца посещал занятия в драмкружке, а позже отправился в Ленинград и в 1992 году стал студентом ЛГИТМиКа.
В 1996 году окончил Санкт-Петербургскую государственную академию театрального искусства (актёрский курс Дмитрия Астрахана).
С 1997 года по 2010 год — актёр Театра под руководством Армена Джигарханяна. С 2010 года — актёр МХТ имени Чехова.
В 2014 году подписал Коллективное обращение деятелей культуры Российской Федерации в поддержку политики президента РФ В. В. Путина на Украине и в Крыму.
Жена — Ольга Шевченкова, актриса Московского драматического театра под руководством Армена Джигарханяна.

## Общественная позиция
Алексей Шевченков поддержал Вторжение России на Украину.

## Творчество

### Роли в театре
- «Прокляты и убиты», 2010 год, МХТ им. Чехова, режиссёр Виктор Рыжаков — старшина Шпатор
- «Вор» — Винченцо Де Преторе
- «Гедда Габлер» — Бракк
- «Дон Жуан, или Каменный гость» — Сганарель
- «Нас ждут далеко-далеко, не здесь» — Гарри
- «Ревизор» Н. В. Гоголя — Городничий
- «Театр-убийца» — Магнус
- «Три сестры» А. П. Чехова — Тузенбах

### Фильмография
1. 1989 — Авария — дочь мента — эпизод
2. 1993 — Ты у меня одна — студент в общежитии
3. 1994 — Увлеченья — Саша Милашевский
4. 1997 — Три истории (киноальманах) — гомосексуал
5. 1998 — День полнолуния — официант
6. 1998 — Стрингер — Костя
7. 1999 — Ворошиловский стрелок — торговец оружием
8. 1999 — Мама — Вожак
9. 2000 — Алхимики — Кастрил
10. 2000 — Каменская. Игра на чужом поле — «Химик»
11. 2000 — Марш Турецкого (первый сезон) — наркоман (серия «Опасно для жизни»)
12. 2000—2007 — Марш Турецкого — Анатолий Гагашин
13. 2001 — Гражданин начальник — Мохнач
14. 2001 — Дальнобойщики (15-я серия «Самосуд») — Вова / Лёнчик, бандит
15. 2002 — Закон — Христюк
16. 2002 — Тайга. Курс выживания — Александр, вор
17. 2002 — Стилет — Паша Лихачёв
18. 2003 — Желанная — Лёха
19. 2003 — Небо и земля — Чача
20. 2003 — Игры мотыльков — Куприянов
21. 2004— 2004 — Русское — Боря Чурилов, один из приятелей Эда
22. 2004 — Команда — нападающий Виталий Грач
23. 2005 — Никогда не разговаривайте с неизвестными
24. 2005 — Охота на асфальте — Юрка Баклан
25. 2005 — Полный вперёд! — Степан
26. 2005 — Тайная стража — Багаудинов
27. 2005 — Призвание (серия «Деньги из воздуха»)
28. 2005 — Есенин — Александр Тарасов-Родионов
29. 2005 — Служба 21, или мыслить надо позитивно — Савельев
30. 2005 — Мошенники — Аношкин
31. 2005 — Солдатский декамерон — прапорщик Конёк
32. 2005 — Крупногабаритные — Геннадий Петрович Мышанский, директор спортивного магазина
33. 2005 — Таксистка: Новый год по Гринвичу
34. 2005 — Херувим — Юрий Михеев, «Палыч»
35. 2006 — Сеть — Кузнецов
36. 2006 — Мёртвое поле — Саня, сержант, водитель
37. 2006 — Патруль — Мосин
38. 2006 — Пять минут до метро — Николай Старовский
39. 2006 — От любви до кохання — Стас Хапилов
40. 2006 — Бухта страха — Клим Катюшин
41. 2006 — Конец света — Инвалид
42. 2006 — Реальный папа — Гоша
43. 2006 — Кодекс чести 3 — Дмитрий Перовский, «Химик»
44. 2006 — Точка — Берман Лазарь
45. 2006 — Стикс — Руслан Свистунов, опер
46. 2006 — Валгалла — рай для героев
47. 2006 — Грозовые ворота — Петраков, боец разведгруппы спецназа ГРУ
48. 2007 — Завещание Ленина — Хренов
49. 2007 — СМЕРШ — Лопата
50. 2007 — На пути к сердцу — Филин
51. 2007 — Колдовская любовь — Фёдор
52. 2007 — Савва Морозов
53. 2008 — Защита — Гошута
54. 2008 — Танец горностая — Майор Бунь
55. 2008 — Срочно в номер 2 (серия «Чёрная вдова») — Барсов
56. 2008 — Смерть шпионам. Крым — почтальон Тышлер / капитан Александр Сомов
57. 2009 — Миннесота — отец братьев Будник
58. 2009 — Журов — Тыркин, подозреваемый
59. 2009 — Разлучница — Валерий Деревенский, муж Кати
60. 2009 — 1941 — полицай
61. 2009 — Хозяйка тайги — Захар
62. 2009 — Легенды колдовской любви
63. 2009 — За всё тебя благодарю-3 — Остап
64. 2009 — Катя: Военная история — Сергей, диверсант-сапёр
65. 2009 — Иван Грозный — боярин Митьков
66. 2010 — Детям до 16… — отец Кирилла
67. 2010 — Возвращение Мухтара-2
68. 2010 — Вчера закончилась война — Пятак
69. 2011 — Жила-была одна баба — Малафей
70. 2011 — Блиндаж — Пётр Демидович, партийный работник
71. 2011 — Инспектор Купер — «Толстый»
72. 2012 — Орда — истопник Василий
73. 2013 — Иуда — Иуда
74. 2013 — Шерлок Холмс — Хиггис
75. 2013 — Горюнов — Данила Аркадьевич Минаев
76. 2015 — Спасайся, брат! — Егор Сурин
77. 2015 — Ветеран — Воровский, оперуполномоченный
78. 2015 — 72 часа — Борис Коленов
79. 2016 — Чёрная кошка — Степан Трофимыч Джуро
80. 2016 — Учитель в законе. Схватка — Корней
81. 2017 — Комиссарша — Егор Семёнович Матвеев
82. 2017 — Бесстыдники (телесериал, Россия) — Гоша Груздев
83. 2017 — Доктор Рихтер (1-й сезон, 20-я серия) — Юра
84. 2017 — Казнить нельзя помиловать — Василий Сомов («Партизан»), бандит
85. 2017 — Жги! — Сергей, плотник, муж Алевтины, отец Шурки
86. 2018 — Медное солнце — прапорщик Андрей Данилыч (Данилыч)
87. 2018 — Ангел-хранитель[5] — Тимофей Кондратьев
88. 2018 — Решение о ликвидации — Александр Николаевич Петров, генерал-лейтенант ФСБ
89. 2018 — Без меня (Идеальные) — Хозяин кафе
90. 2018 — Высокие ставки. Реванш — Филин
91. 2019 — Пилигрим
92. 2019 — Экспроприатор — «Хрящ», вор
93. 2019 — Спасти Ленинград — Ерофеев
94. 2019 — Укрощение свекрови
95. 2019 — А. Л. Ж. И. Р. — Пётр Баринцев, начальник лагеря
96. 2020 — Чужая стая — Сергей Лапин («Змей»)
97. 2020 — Чёрное море — Нестеренко Андрей Фомич, капитан первого ранга, начальник управления контрразведки СМЕРШ Новороссийска
98. 2020 — Перевал Дятлова — Волков, капитан НКВД
99. 2020 — Под прикрытием — Игорь Кунц
100. 2021 — Красный призрак — «Красный призрак»
101. 2021 — Турист — Алексей (позывной «Макет»), военный инструктор
102. 2021 — Смертельный номер (вышел на экраны в 2021) — клоун «Сирота»
103. 2021 — Архипелаг — Кошкин
104. 2021 — Собор — Гаврилов
105. 2022 — Оффлайн — Карпенко
106. 2022 — Борщи — Николай Владимирович Митрохин, капитан полиции, оперуполномоченный
107. 2022 — Начать сначала — Данил Семенович
108. 2023 — Актрисы — Вячеслав, художественный руководитель театра
109. 2024 — Блиндаж — старшина
110. 2024 — Золото Умальты — Чагин
111. 2025 — Злой город — Берендей

### Режиссёр
- 2010 — Возвращение Мухтара 2

## Признание и награды
- Заслуженный артист России (2006) — за заслуги в развитии театрального искусства[2]
- 2013 — Приз 35-го ММКФ «Серебряный Георгий» — За лучшее исполнение мужской роли (фильм «Иуда»)[6]
- 2013 — 11-й Московский фестиваль отечественного кино «Московская премьера», конкурс «Великолепная семёрка „МК“»[7] — приз за лучшую мужскую роль имени Михаила Ульяновa (фильм «Иуда»).
- 2013 — Специальный приз оргкомитета фестиваля «Амурская осень» в Благовещенске (фильм «Иуда»)[8].